# Macrothemis aurimaculata
Macrothemis aurimaculata là loài chuồn chuồn trong họ Libellulidae. Loài này được Donnelly mô tả khoa học đầu tiên năm 1984.